# كلاركسديل
كلاركسديل (مسيسيبي) (بالإنجليزية: Clarksdale, Mississippi)‏ هي مدينة تقع في الولايات المتحدة في مقاطعة كواهوما. يقدر عدد سكانها بـ 17,962 نسمة ومساحتها 35.9 كم2 وترتفع عن سطح البحر 53 متر.

## التركيبة السكانية
حدّد مكتب تعداد الولايات المتحدة بيانات التركيبة السكانية لكلاركسديل في تعداد الولايات المتحدة. في ما يلي، التركيبة السكانية حسب تعدادي 2000 و2010.

### تعداد عام 2000
بلغ عدد سكان كلاركسديل 20,645 نسمة بحسب تعداد عام 2000، وبلغ عدد الأسر 7,233 أسرة وعدد العائلات 5,071 عائلة مقيمة في المدينة. في حين سجلت الكثافة السكانية 573.8 نسمة لكل كيلومتر مربع (1,486.1/ميل2). وبلغ عدد الوحدات السكنية 7,757 وحدة بمتوسط كثافة قدره 215.6 لكل كيلومتر مربع (558.4/ميل2).
وتوزع التركيب العرقي للمدينة بنسبة 29.95% من البيض و68.52% من الأمريكيين الأفارقة و0.11% من الأمريكيين الأصليين و0.58% من الأمريكيين ذوي الأصول الآسيوية و0.01% من سكان جزر المحيط الهادئ و0.22% من الأعراق الأخرى و0.60% من عرقين مختلطين أو أكثر و0.65% من الهسبانيون أو اللاتينيون من أي عرق.
بلغ عدد الأسر 7,233 أسرة كانت نسبة 44.4% منها لديها أطفال تحت سن الثامنة عشر تعيش معهم، وبلغت نسبة الأزواج القاطنين مع بعضهم البعض 35.7% من أصل المجموع الكلي للأسر، ونسبة 30% من الأسر كان لديها معيلات من الإناث دون وجود شريك، بينما كانت نسبة 4.4% من الأسر لديها معيلون من الذكور دون وجود شريكة وكانت نسبة 29.9% من غير العائلات. تألفت نسبة 27.1% من أصل جميع الأسر من عدة أفراد يعيشون في نفس المنزل ونسبة 12.1% كانت تتألف من شخص يعيش بمفرده يبلغ من العمر 65 عاماً أو أكثر. وبلغ متوسط حجم الأسرة المعيشية 2.77، أما متوسط حجم العائلات فبلغ 3.38.
بلغ العمر الوسطي للسكان 31.1 عاماً. وكانت نسبة 32.8% من القاطنين تحت سن الثامنة عشر، وكانت نسبة 9.3% بين الثامنة عشر والرابعة والعشرين عاماً، ونسبة 24.6% كانت واقعةً في الفئة العمرية ما بين الخامسة والعشرين والرابعة والأربعين عاماً، ونسبة 18.9% كانت ما بين الخامسة والأربعين والرابعة والستين، ونسبة 11.6% كانت ضمن فئة الخامسة والستين عاماً فما فوق. يوجد لكل 100 أنثى 81.4 ذكر، ويوجد لكل 100 أنثى في الثامنة عشر من عمرها فما فوق 72.6 ذكر.
بلغ متوسط دخل الأسرة في المدينة 22,188 دولارًا، أما متوسط دخل العائلة فبلغ 26,592 دولارًا. وكان متوسط دخل الذكور 26,881 دولارًا مقابل 19,918 دولارًا للإناث. وسجل دخل الفرد الخاص بالمدينة 12,611 دولارًا. وكانت نسبة 29.7% من العائلات ونسبة 36.2% من السكان تحت خط الفقر، وكان من هؤلاء نسبة 46.3% تحت سن الثامنة عشر ونسبة 31.4% في الخامسة والستين من العمر وما فوق.

### تعداد عام 2010
بلغ عدد سكان كلاركسديل 17,962 نسمة بحسب تعداد عام 2010، وبلغ عدد الأسر 6,529 أسرة وعدد العائلات 4,346 عائلة مقيمة في المدينة. في حين سجلت الكثافة السكانية 499.2 نسمة لكل كيلومتر مربع (1,292.9/ميل2). وبلغ عدد الوحدات السكنية 7,258 وحدة بمتوسط كثافة قدره 201.7 لكل كيلومتر مربع (522.4/ميل2).
وتوزع التركيب العرقي للمدينة بنسبة 19.46% من البيض و78.97% من الأمريكيين الأفارقة و0.12% من الأمريكيين الأصليين و0.57% من الأمريكيين ذوي الأصول الآسيوية و0.38% من الأعراق الأخرى و0.51% من عرقين مختلطين أو أكثر و0.94% من الهسبانيون أو اللاتينيون من أي عرق.
بلغ عدد الأسر 6,529 أسرة كانت نسبة 39.7% منها لديها أطفال تحت سن الثامنة عشر تعيش معهم، وبلغت نسبة الأزواج القاطنين مع بعضهم البعض 28.7% من أصل المجموع الكلي للأسر، ونسبة 32.5% من الأسر كان لديها معيلات من الإناث دون وجود شريك، بينما كانت نسبة 5.3% من الأسر لديها معيلون من الذكور دون وجود شريكة وكانت نسبة 33.4% من غير العائلات. تألفت نسبة 29.1% من أصل جميع الأسر من عدة أفراد يعيشون في نفس المنزل ونسبة 11.3% كانت تتألف من شخص يعيش بمفرده يبلغ من العمر 65 عاماً أو أكثر. وبلغ متوسط حجم الأسرة المعيشية 2.69، أما متوسط حجم العائلات فبلغ 3.35.
بلغ العمر الوسطي للسكان 32.0 عاماً. وكانت نسبة 30.6% من القاطنين تحت سن الثامنة عشر، وكانت نسبة 10.1% بين الثامنة عشر والرابعة والعشرين عاماً، ونسبة 23.7% كانت واقعةً في الفئة العمرية ما بين الخامسة والعشرين والرابعة والأربعين عاماً، ونسبة 23.3% كانت ما بين الخامسة والأربعين والرابعة والستين، ونسبة 12.3% كانت ضمن فئة الخامسة والستين عاماً فما فوق. وتوزع التركيب الجنسي للسكان بنسبة 44.9% ذكور و55.1% إناث.

## أعلام
- إد شابمان
- هارون هنري
- ريك روس
- بيسي سميث
- جون لي هوكر
- سام كوك
- لامار فونتين
- إيك تورنر
- نيت دوغ
- سام كار